# Sewickley
Sewickley é um distrito localizado no estado norte-americano da Pensilvânia, no Condado de Allegheny.

## Demografia
Segundo o censo norte-americano de 2000, a sua população era de 3902 habitantes.
Em 2006, foi estimada uma população de 3621, um decréscimo de 281 (-7.2%).

## Geografia
De acordo com o United States Census Bureau tem uma área de 2,8 km², dos quais 2,5 km² cobertos por terra e 0,3 km² cobertos por água.

## Localidades na vizinhança
O diagrama seguinte representa as localidades num raio de 4 km ao redor de Sewickley.